# Search and Rescue Transponder
Search and Rescue Transponder (SART) är en standardiserad utrustning, inom ramen för GMDSS, som används för att underlätta lokalisering av nödställda till sjöss.
SART är en portabel nödutrustning som kan tas med till livbåt, livflotte eller överbord när ett fartyg blir nödställt eller måste överges till sjöss. Syftet är att nödställda ska kunna sända nödsignaler som kan uppfattas på längre avstånd, särskilt vid dålig sikt. De nödsignaler som en SART sänder ut kan tas emot av fartyg utrustade med radar och indikera att någon är nödställd, samt att presentera ungefär var den nödställde befinner sig. SART är ett komplement till bl.a. nödraketer och handbloss.
En SART som startas börjar lyssna efter signaler från omgivande fartygs X-bands navigationsradar. När radarsignaler tas emot kommer SART:en att aktiveras och börja sända en serie svepande pulser. Dessa pulser kan emot tas av fartyg inom räckvidden och presenteras på radarskärmen som en serie punkter, som en vägledning mot platsen för de nödställda. När radarsignaler tas emot kommer även SART:en att indikera att en radarsignal är mottagen så att de nödställda kan förbereda sig på att larma t.ex. via portabel VHF eller med fallskärmsljus för att vägleda fartyget mot sin position.
En SART som placeras fritt på lägst en meters höjd över havsytan ska ha minst 5 Nm räckvidd till andra fartyg och minst 30 Nm till flygande sjöräddningsenheter. När en SART startas ska den fungera i minst 96 timmar, varav minst 8 timmar i aktiv sändning.
SART är kravställd på fartyg som omfattas av internationella och nationella regler (t.ex. SOLAS och vissa EU direktiv), frivilligt kan den användas på alla fartyg t.ex. fritidsfartyg. Innehav och användning av SART är undantagen från tillståndplikt av Post- och telestyrelsen i Sverige. Den som ska segla till andra länder kan behöva tänka på att innehav kan vara tillståndspliktigt där.
En förutsättning för att en SART ska aktiveras är att omgivande fartyg använder pulsade radar som sänder på X-bandet (kallas även 3 cm eller 9 GHz radar). Radar som sänder på S-bandet (kallas även 10 cm eller 3 GHz radar) kommer inte att aktivera en SART. Likaså kan så kallade bredbandsradar ha svårt att aktivera en SART på grund av att dessa inte sänder pulsade signaler. Moderna radar har signalbehandling för att minska interferens från andra radar (t.ex. IR filter), eller störningar från bl.a. sjöklutter, för att kunna se en SART tydligt bör dessa filter stängas av.
Som en konsekvens av att framtida radar i allt mindre utsträckning kommer att sända traditionella pulsade signaler beslutade IMO under 2007 om tekniska specifikationer för en ersättare till SART, denna utrustning benämns AIS-SART (AIS - Search And Rescue Transmitter).